# Hieracium pseudocorymbosum
Hieracium pseudocorymbosum là một loài thực vật có hoa trong họ Cúc. Loài này được Gremli mô tả khoa học đầu tiên năm 1883.